# Буш, Кристофер
Чарли Кристмас Буш  (англ. Charlie Christmas Bush; 25 декабря 1885, Грейт-Хокем, Норфолк, Англия — 20 сентября 1973, Бери-Сент-Эдмундс, Суффолк, Англия) — английский писатель
, профессионально известный как Кристофер Буш (англ. Christopher Bush), автор детективных романов. Отец композитора Джеффри Буша, дед кинорежиссёра Пола Буша.
Окончил школу в Тетфорде, затем Королевский колледж Лондона. Работал учителем в Сассексе, служил в армии в годы Первой мировой войны, затем полностью посвятил себя литературной карьере. Принадлежав к периоду Золотого века детективного жанра, дебютировал в 1926 году романом «Наследство Пламли» (англ. The Plumley Inheritance) — первым из серии романов про богатого детектива-любителя Людовика Трэверса. В последующие 40 лет опубликовал около 60 романов с этим главным героем и ещё десяток детективов с другими героями. По мнению К. В. Душенко, именно Буш впервые употребил оборот «идеальное убийство» (с убийцей, не оставляющим улик) в названии своего романа «Дело об идеальном убийстве» (англ. The Perfect Murder Case; 1929).
Под другим псевдонимом, Майкл Хоум (англ. Michael Home), Буш напечатал около 20 книг в других жанрах, в том числе триллеры, бытописательные романы из жизни сельской Англии и три автобиографических сочинения. Ещё одна книга вышла под псевдонимом Ноэл Баркли (англ. Noel Barclay).